# Dieriewiannoje
Dieriewiannoje (ros. Деревянное) – wieś (sieło) w Rosji, w Karelii, w rejonie prionieżskim. W 2010 liczyła 1177 mieszkańców.